# Miroslav Petráň
Miroslav Petráň (* 13. července 1951 Pardubice) je český politik a architekt, od listopadu 2010 do srpna 2013 poslanec Poslanecké sněmovny PČR.

## Život
Od dětství hrál hrál závodně hokej za Dynamo Pardubice. V letech 1969 až 1975 vystudoval architekturu na Fakultě stavební Českého vysokého učení technického v Praze. Následně pracoval jako projektant podniku Cheming Pardubice a později se stal vedoucím projektantem Drupos Pardubice.
Od roku 1990 spoluvlastní firmu BP PROJEKT. K jeho hlavním architektonickým realizacím patří rekonstrukce hokejové arény v Pardubicích. Od roku 2001 je předsedou představenstva Dostihového spolku a. s., pořadatele závodu Velká pardubická. Jako statutár působil rovněž ve spol. Městský rozvojový fond Pardubice, v pardubickém hokejovém klubu či ve společnosti TOTO CZ.
Miroslav Petráň je ženatý a má dvě děti.

## Politické působení
Do politiky vstoupil v listopadu 1989, když se stal členem Občanského fóra, za něž byl zvolen v roce 1990 zastupitelem města Pardubic. Tuto funkci zatím obhájil ve všech následných komunálních volbách. V letech 2002 až 2006 byl navíc zvolen i radním města.
Postupně byl členem ODS (1995 až 1996) a SNK-ED (od roku 2003) i předsedou Sdružení pro Pardubice. V letech 2006 až 2010 zastával rovněž funkci zastupitele prvního pardubického obvodu.
Ve volbách do Poslanecké sněmovny PČR v roce 2010 byl jakožto člen SNK-ED lídrem kandidátky Věcí veřejných v Pardubickém kraji. Strana v kraji získala jeden mandát, ale poslankyní se stala Štěpánka Fraňková, která jej přeskočila díky preferenčním hlasům. Poslancem se tak stal až v listopadu 2010 po její rezignaci na poslanecký mandát.
V komunálních volbách v roce 2010 kandidoval jako člen SNK-ED za subjekt "Sdružení pro Pardubice" do Zastupitelstva města Pardubic i do Zastupitelstva Městského obvodu Pardubice I. Uspěl pouze v případě celoměstského zastupitelstva.
V následujícím období opustil SNK-ED a v krajských volbách v roce 2012 už kandidoval do Zastupitelstva Pardubického kraje jako nestraník za Stranu soukromníků České republiky, ale neuspěl.
Jako nestraník za Stranu soukromníků České republiky se pokoušel obhájit svůj poslanecký mandát ve volbách do Poslanecké sněmovny PČR v roce 2013, když kandidoval v Pardubickém kraji, ale rovněž neuspěl.